# 7734 Кальтенеґґер
7734 Кальтенеґґер (7734 Kaltenegger) — астероїд головного поясу, відкритий 25 червня 1979 року.
Тіссеранів параметр щодо Юпітера — 3,512.